# The Missing Flowers
Albums de Jeanne Mas
Les amants de Castille Be West
The missing flowers est le dixième album studio de Jeanne Mas, sorti sous son propre label avec la collaboration de DJ Esteban.
Cet album aux sonorités dance est d'abord mis en vente par correspondance sur le site de la chanteuse puis diffusé par Virgin et iTunes en France. L'album ressort dans une nouvelle édition en France en mai 2007 chez Edina Music, avec cette fois-ci une distribution nationale.

## Titres
1. The missing flowers 4:10
2. On the web 4:43
3. Summer day 4:41
4. Un air d'Argentine 4:04
5. Year year year 3:50
6. Hoop hoop 4:00
7. Don't play 3:55
8. Sans toi 3:32
9. Don't give up 3:45
10. My paris latino 4:00
11. Mas alli mas alla 3:05
12. Amor de papel 5:03
13. R&N (Kamp house remix) 6:30
14. Summer day (Blond as U remix) 5:34
15. Mas alli mas alla (Alla remix) 6:40

## Rééditions

### Réédition 2007
1. The missing flowers 4:10
2. On the web 4:43
3. Summer day 4:41
4. Un air d'Argentine 4:04
5. Year year year 3:50
6. Hoop hoop 4:00
7. Don't play 3:55
8. Sans toi 3:32
9. Don't give up 3:55
10. My paris latino 4:00
11. Mas alli mas alla 3:05
12. Sin ti 3:45
13. Amor de papel 5:03
14. Un air d'Argentine (Pacific Drive Club Remix) 6:33
15. Summer day (Blond as U Remix) 5:34
16. Mas alli mas alla (Alla Remix) 6:40

### The Missing Flowers Reloaded (2009)
En 2009 l'album The Missing Flowers sort dans une version intégralement remixée par DJ Esteban.
1. Un air d'Argentine 4:08
2. Sans toi 4:00
3. Don't Play 5:21
4. Come to Los Angeles 3:18
5. Summer Day 5:49
6. Mas alli mas alla 4:47
7. Hoop Hoop 4:14
8. My Paris latino 4:03
9. Year Year 4:22
10. Don't Give up 4:08
11. C'est interdit 2:57
12. On the Web 6:11
13. The Missing Flowers 4:13
14. Amor de Papel 5:06
15. Someday 4:43
16. Megamix 4:43
17. Un air d'Argentine (Desperate fag hags remix) 5:41

### The Flowers Collection (2009)
En mai 2009 l'album ressort dans une édition 2 cd incluant des remixes et distribué par FGL Productions. Cette même version sortira également le 17 juillet 2009 en Europe sur le label allemand Zyx.
CD 1
1. The missing flowers 4:10
2. On the web 4:43
3. Summer day 4:41
4. Un air d'Argentine 4:04
5. Year year year 3:50
6. Hoop hoop 4:00
7. Don't play 3:55
8. Sans toi 3:32
9. Don't give up 3:46
10. My paris latino 4:00
11. Mas alli mas alla 3:07
12. C'est interdit (Le remix) 5:01
13. Come to Los Angeles 3:17
14. Amor de papel 5:03
15. Sin ti 3:47
16. La vida 4:01

CD 2
1. Summer day (Blond as U remix) 5:35
2. Un air d'Argentine (Divine garage vocal club mix) 7:03
3. Sans toi (Botox club remix) 5:27
4. Mas alli mas alla (Paradisio latino remix) 4:44
5. Come to Los Angeles (Sexy remix) 5:13
6. Amor de papel (Disco remix) 5:05
7. Sans toi (Heavenly fabulous mix) 4:51
8. Un air d'Argentine (Pacific drive club remix) 6:33
9. Un air d'Argentine (Divine garage dub) 5:34
10. Sans toi (Breaktonik klub remix) 6:32
11. Sans toi (Candlelight version) 4:23

## Crédits
Paroles : Jeanne Mas 

Musique : Fabien Scarlakens et Jeanne Mas 

Remixes : DJ Esteban 

Produit par Fabien Scarlakens et Red Rocks Productions

## Singles
- Mas alli mas alla - 2006
- On a summer day - 2006
- Un air d'Argentine - 2006
- C'est Interdit - 2007
- Come To Los Angeles - 2007
- Sans toi - 2007